# Pierre Goldberg
Pour les articles homonymes, voir Goldberg.
Pierre Goldberg est un homme politique français, né le 25 août 1938 à Chouvigny (Allier).
Député élu en 1978, 1988 et 1997, il est réélu le 16 juin 2002, dans un contexte difficile après les municipales de 2001 remportées par Daniel Dugléry (UMP), pour la XIIe législature (2002-2007), dans la deuxième circonscription de l'Allier. Il fait, jusqu'à sa démission le 16 mars 2007, partie du groupe communiste. Il est parmi les rares représentants du monde ouvrier à l'Assemblée nationale.

## Biographie
Fils de facteur des Postes, Pierre Goldberg commence sa carrière professionnelle, après ses études primaires à Saint-Sornin, comme ouvrier agricole, métier qu'il exerce jusqu'à l'âge de vingt ans. Il est le deuxième d'une fratrie de trois enfants (René, Pierre et Marinette) dont les parents issus l'assistance publique.
Il découvre le militantisme pendant la guerre d'Algérie. Il prend contact avec l'Union de la jeunesse républicaine de France, peu avant que cette organisation de jeunesse ne reprenne l'appellation de Mouvement de la Jeunesse communiste de France. En 1956, il participe à un congrès national, où la fin des travaux est saluée par un vétéran du communisme français, Marcel Cachin. 
Après un service militaire de vingt-huit mois, il entre aux PTT, comme auxiliaire, à Montluçon, à l'instar de son père. Entre 1961 et 1977, il progresse dans l'administration postale, et devient chef de secteur des télécommunications et cadre. Adhérent au Parti communiste français en 1961, il milite à la Confédération générale du travail des Postes, télégraphes et téléphones (PTT), menant en parallèle syndicalisme aux PTT et débuts politiques au sein de la fédération du PCF de l'Allier au bureau de laquelle il siège à partir de 1964.
Entré au conseil municipal de Montluçon en 1972 avec son ami Roger Loury, il est élu pour le nouveau canton de Montluçon-Ouest au conseil général de l'Allier en 1973, dont devient Premier vice-président en 1976, et conseiller régional d'Auvergne en 1977. La même année, il est élu maire de Montluçon, et l'année suivante, député de l'Allier, et est choisi comme secrétaire de l'Assemblée nationale.
Aux législatives de 1981, il est battu par le socialiste Albert Chaubard, provoquant une crise au sein de la majorité municipale entre communistes et socialistes, ces derniers présentant une liste autonome aux municipales de 1983, sans que la tête de la mairie ne change.
En novembre 1991, l'ancien syndicaliste des PTT accueille dans sa ville de Montluçon le 28e Congrès de la Fédération nationale des travailleurs des PTT-CGT.
En 1998, il démissionne de son poste de maire au profit de son ami et 1er adjoint Jean-Claude Micouraud. Ce choix sera vivement critiqué par ses détracteurs de gauche, à tort ou à raison ; le fait est qu'en 2001 la liste d'union de la gauche conduite par Jean-Claude Micouraud est largement battue à la suite d'une très violente campagne, par la liste divers droite de Daniel Dugléry. 
Condamné avec Jean-Claude Micouraud et Denis Planchet, à un an d'inéligibilité, six mois d'emprisonnement et le versement de 800 900 euros de dommages-intérêts à la ville de Montluçon pour sept emplois fictifs (trois agents municipaux travaillant au siège de la section locale du Parti communiste et quatre à la radio locale Radio Montluçon Bourbonnais), Pierre Goldberg démissionne de son mandat de député le 16 mars 2007. Puis, rétabli dans ses droits civiques, il conduit une liste communiste et divers-gauche, à Montluçon en mars 2008, mais arrive en 3e position derrière le maire sortant UMP Daniel Dugléry et la liste du député socialiste Bernard Lesterlin. 
Sa municipalité est à l'origine de plusieurs infrastructures montluçonnaises, telles Athanor, l'espace Boris Vian et son parc des Ilets, l'installation d'un Centre Dramatique National, « Les Fédérés », l'aménagement du quartier Saint-Jacques, du boulevard de Courtais, de la ville haute (pose de pavés, rues piétonnes) ; en 1983, il obtient l'installation d'un IRM au Centre hospitalier.
 
Il est également l'initiateur d'une politique sociale et culturelle active.
En juin 2010, après cinquante ans de militantisme, il quitte le PCF et rejoint la FASE.

## Mandats
- 13 mars 1977-6 mars 1983 : maire de Montluçon (Allier)
- 1977-1986 : membre du Conseil régional d'Auvergne
- 1973-1979 : membre du Conseil général de l'Allier
- 1976-1979 : premier vice-président du Conseil général de l'Allier
- 3 avril 1978-22 mai 1981 : député
- 22 mars 1982-27 juin 1988 : membre du Conseil général de l'Allier
- 14 mars 1983-12 mars 1989 : maire de Montluçon (Allier)
- 17 mars 1986-27 juin 1988 : membre du Conseil régional d'Auvergne
- 13 juin 1988-1er avril 1993 : député
- 24 mars 1989-18 juin 1995 : maire de Montluçon (Allier)
- 25 juin 1995-27 mars 1998 : maire de Montluçon (Allier)
- 1er juin 1997-18 juin 2002 : député
- 28 mars 1998-18 mars 2001 : membre du conseil municipal de Montluçon (Allier)
- 16 mars 1998-28 mars 2004 : membre du Conseil régional d'Auvergne.
- 1998 : membre du Conseil général de l'Allier
- 9 mars 2008-11 mars 2008 : membre du conseil municipal de Montluçon (démissionnaire)

## Sources
- Pierre Goldberg ou la passion de la terre, article du journaliste Claude James, paru dans L'Humanité, en avril 1984.
- Notice biographique, Who's Who in France, 2008